# Cmentarz żydowski w Szczucinie
Cmentarz żydowski w Szczucinie – został założony w pierwszej połowie XIX wieku i zajmuje powierzchnię 0,4 ha, na której zachowało się kilkadziesiąt nagrobków, w tym wiele o wysokim poziomie artystycznym. Cmentarz jest obecnie porośnięty lasem. Obiekt zabytkowy, numer w rejestrze: A-346 z 10.04.1992 r.

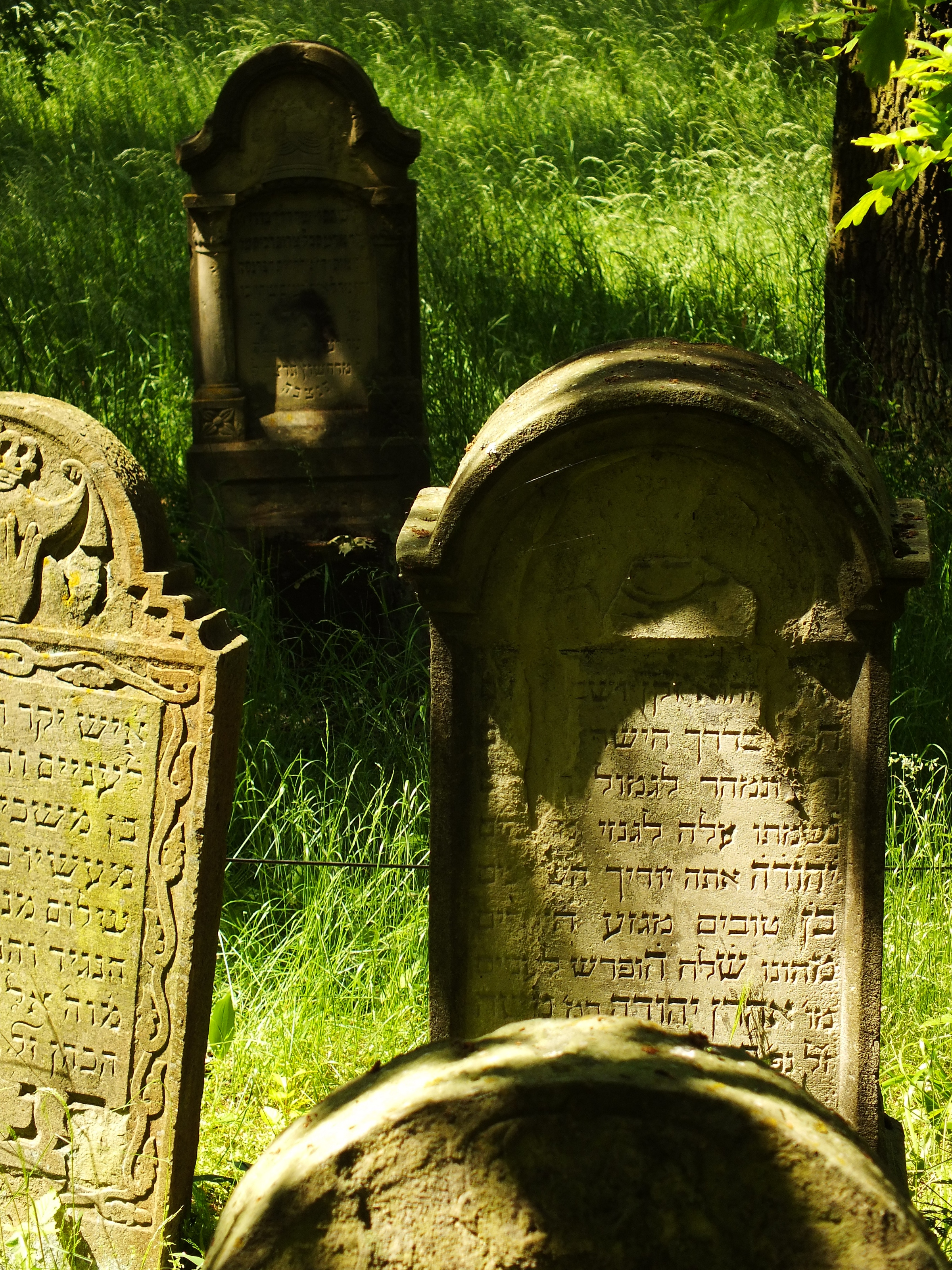
Macewy